# Altura (Minnesota)
Altura é uma cidade localizada no estado americano de Minnesota, no Condado de Winona.

## Demografia
Segundo o censo americano de 2000, a sua população era de 417 habitantes. 
Em 2006, foi estimada uma população de 421, um aumento de 4 (1.0%).

## Geografia
De acordo com o United States Census Bureau tem uma área de 
7,7 km², dos quais 7,7 km² cobertos por terra e 0,0 km² cobertos por água. Altura localiza-se a aproximadamente 372 m acima do nível do mar.

## Localidades na vizinhança
O diagrama seguinte representa as localidades num raio de 16 km ao redor de Altura. 